# Doug Poindexter and the Starlite Wranglers
Doug Poindexter and the Starlite Wranglers waren eine US-amerikanische Country-Band. Poindexter und die Starlite Wranglers spielten eine Single bei Sun Records ein.

## Karriere
Bandleiter Doug Winston Poindexter wurde 1928 in Vanndale, Arkansas, geboren. Er war tief verwurzelt in der traditionellen Country-Musik und gründete nach Vorbild seines Idols Hank Williams die Starlite Wranglers, die unter anderem auch aus Bill Black am Bass und Scotty Moore an der Gitarre bestanden. Beide Musiker sollten später die ersten Aufnahmen mit dem jungen Elvis Presley machen.
Poindexter und seine Band spielten in der Umgebung von Memphis, Tennessee, unter anderem auch im Bel Aire Club. Der junge Presley besuchte mehrere Konzerte der Band. Scotty Moore arrangierte im Mai 1954, einem Monat bevor Presley seine ersten Aufnahmen machte, eine Session in Sam Phillips’ Studio für Poindexter und seine Band. Es wurden Now She Cares No More, eine traditionelle Country-Nummer, und My Kind of Carryin’ On, ein schnellerer Country-Boogie, eingespielt. Beide Titel wurden noch im selben Monat bei Sun veröffentlicht. Billboard schrieb in der Mai-Ausgabe Good Country ditty gets an O.K. chanting from the nasal voiced Poindexter. Big city Country buyers might not go big for this, but it should do well in the back country., aber mit 330 verkauften Exemplaren waren die Verkäufe eher enttäuschend. In der Folge kündigte Phillips die Zusammenarbeit mit Poindexter und seinen Starlire Wranglers.
Obwohl Poindexters eigene Karriere ein Misserfolg wurde, spielte er in der Karriere des jungen Elvis Presley eine bedeutendere Rolle. Es ist wahrscheinlich, dass Poindexter auf einigen von Presleys frühen Aufnahmen bei Sun mitspielte und beispielsweise bei Good Rockin‘ Tonight beim Arrangement half. Bevor Presley in Memphis mit Malcolm Yelvington und dessen Star Rhythm Boys spielte, spielte er viele Konzerte zusammen mit Poindexter in Memphis.
Trotzdem verließ Poindexter bald danach die Musikszene und arbeitete stattdessen im Versicherungsgeschäft. Er starb am 1. Oktober 2004 im Baptist Hospital in Memphis im Alter von 76 Jahren.

## Diskografie
- 1954: My Kind of Carrying On / Now She Cares No More (Sun 202)